# Sandra Dahlmann
Sandra Dahlmann, nach Heirat Sandra Steiger (* 3. Juni 1968 in Gladbeck), ist eine ehemalige deutsche Schwimmerin, die für die Bundesrepublik Deutschland startete.

## Sportliche Karriere
Sandra Dahlmann schwamm für die SG Gladbeck, 1987 trat sie für die SG Bochum-Wattenscheid an. 1984 war sie Zweite der deutschen Meisterschaften über 50 Meter Rücken. Über 100 Meter Rücken war sie 1982 und 1983 Dritte sowie 1984 Zweite. Auf der 200-Meter-Rückenstrecke war sie Zweite 1983 und 1984 sowie Dritte 1985 und 1987.
1983 gewann Dahlmann bei den Jugend-Europameisterschaften Bronze sowohl über 100 Meter Rücken als auch über 200 Meter Rücken. Auch 1984 bei den Olympischen Spielen in Los Angeles trat sie über beide Rückenstrecken an. Über 100 Meter Rücken verfehlte Dahlmann als 17. der Vorläufe das B-Finale um eine Zehntelsekunde. Über 200 Meter Rücken erreichte sie das B-Finale und gewann, damit war sie in der Gesamtwertung Neunte. Auf beiden Strecken erreichte Svenja Schlicht das A-Finale, die damit auch in der Lagenstaffel antrat.
Ihre Töchter Nina und Jessica Steiger waren ebenfalls als Schwimmerinnen aktiv.

## Fußmoten
1. ↑  Deutsche Schwimmeisterschaften bei sport-record.de (Seite 98 bis 103 der PDF-Datei)
2. ↑  100 Meter Rücken 1984 in der Datenbank von Olympedia.org (englisch), abgerufen am 10. Mai 2025.
3. ↑  200 Meter Rücken 1984 in der Datenbank von Olympedia.org (englisch), abgerufen am 10. Mai 2025.
4. ↑  In der Olympedia ist Sandra Dahlmann als Beteiligte an einem Europarekord 2001 aufgeführt. Das war allerdings Petra Dallmann.

| Personendaten    | Personendaten        |
| ---------------- | -------------------- |
| NAME             | Dahlmann, Sandra     |
| ALTERNATIVNAMEN  | Steiger, Sandra      |
| KURZBESCHREIBUNG | deutsche Schwimmerin |
| GEBURTSDATUM     | 3. Juni 1968         |
| GEBURTSORT       | Gladbeck             |